# История Ватикана

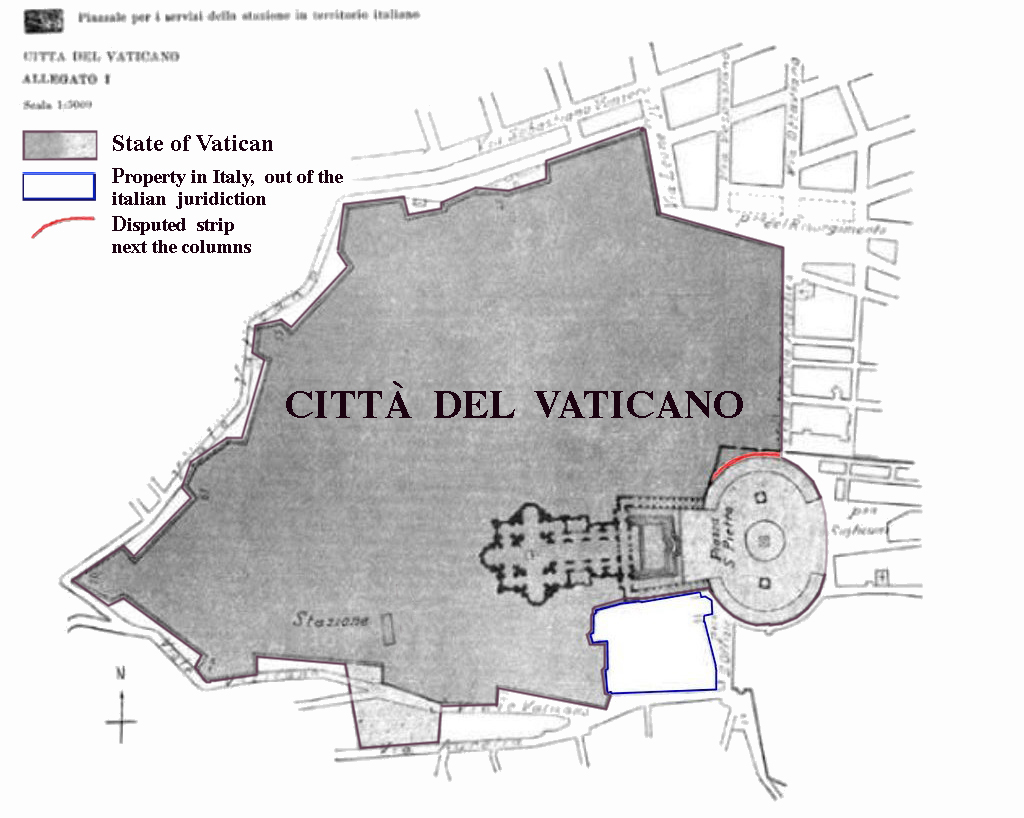
Территория Ватикана согласно Латеранским соглашениям

История Ватикана насчитывает почти две тысячи лет. Официально государство Ватикан существует с 1929 года. Так как Ватикан является вспомогательной суверенной территорией Святого Престола, то его история напрямую связана с историей папства.

## Античность
В античности территория современного Ватикана, в то время называвшаяся (лат. Аger Vaticanum) — болотистая местность, находилась за пределами городской черты Рима. Здесь находились виллы и сады матери императора Калигулы — Агриппины. Позже в этих садах, на склоне Ватиканского холма, Калигула приказал построить небольшой ипподром, который в дальнейшем при императоре Нероне был отреставрирован и на котором, по преданиям, был распят в 64 году н. э. Святой Пётр, похороненный затем в некрополе (в настоящее время Ватиканский некрополь), располагавшийся в то время вдоль главной дороги Ватиканума. В 326 году, после уравнивания христианства в правах с другими религиями, над предполагаемой гробницей Петра по приказу императора Константина была воздвигнута первая базилика.

## Папское государство
Образовавшееся в 752 году Папское государство охватило большую часть Центральной Италии, но в 1870 году было аннексировано Итальянским королевством. В результате возник так называемый «Римский вопрос».

## Латеранские соглашения
Летом 1927 года между Папским престолом и правительством Бенито Муссолини начались переговоры для разрешения «Римского вопроса». Со стороны Папы переговоры вёл государственный секретарь Гаспарри; важную роль в серии переговоров, состоявших из 110 заседаний и длившихся три года, играл также юрист Франческо Пачелли, брат будущего папы Пия XII.
Три документа, составивших Соглашение между Италией и Святым престолом, были подписаны 11 февраля 1929 года в Латеранском дворце государственным секретарём Гаспарри и Муссолини. Латеранские соглашения mutatis mutandis остаются действующими. Италия признала суверенитет Папского престола над Ватиканом (Stata della citta del Vaticano) — восстановленным Церковным государством площадью в 0,44 кв. км. Ватикан и Италия взаимно обменялись послами. Конкордат в 44 статьях также регламентировал отношения между государством и Церковью в Италии: обеспечивал полную свободу Церкви и объявлял католическую религию государственной религией. Святой престол имел право устанавливать отношения с духовенством и со всем католическим миром. Представители церкви освобождались от военной службы. Назначение епископов — прерогатива Святого престола (при отсутствии со стороны государства политических возражений). Святой престол признавал произведенную к тому времени секуляризацию церковного имущества. Церковное имущество освобождалось от налогов.
Конкордат был дополнен финансовым соглашением, согласно которому Италия обязалась выплатить Святому престолу 750 миллионов итальянских лир наличными и одновременно ассигновать пятипроцентный итальянский твердый государственный заём на сумму в один миллиард итальянских лир.
Ватикан согласился оказывать поддержку Бенито Муссолини, вернулся в общественную жизнь, запрещал разводы.
7 июня 1929 года была опубликована конституция государства-города Ватикан.
В 1984, после успешных переговоров с Италией, были изменены некоторые устаревшие пункты Соглашений, в основном касающиеся государственного статуса Католической церкви в Италии.